# Dubrowna
Dubrowna (biał. Дуброўна, Dubrouna; ros. Дубровно, Dubrowno) – miasto na Białorusi, w obwodzie witebskim, nad Dnieprem, siedziba administracyjna rejonu dubrowieńskiego. W 2010 roku liczyło ok. 8 tys. mieszkańców.

## Historia

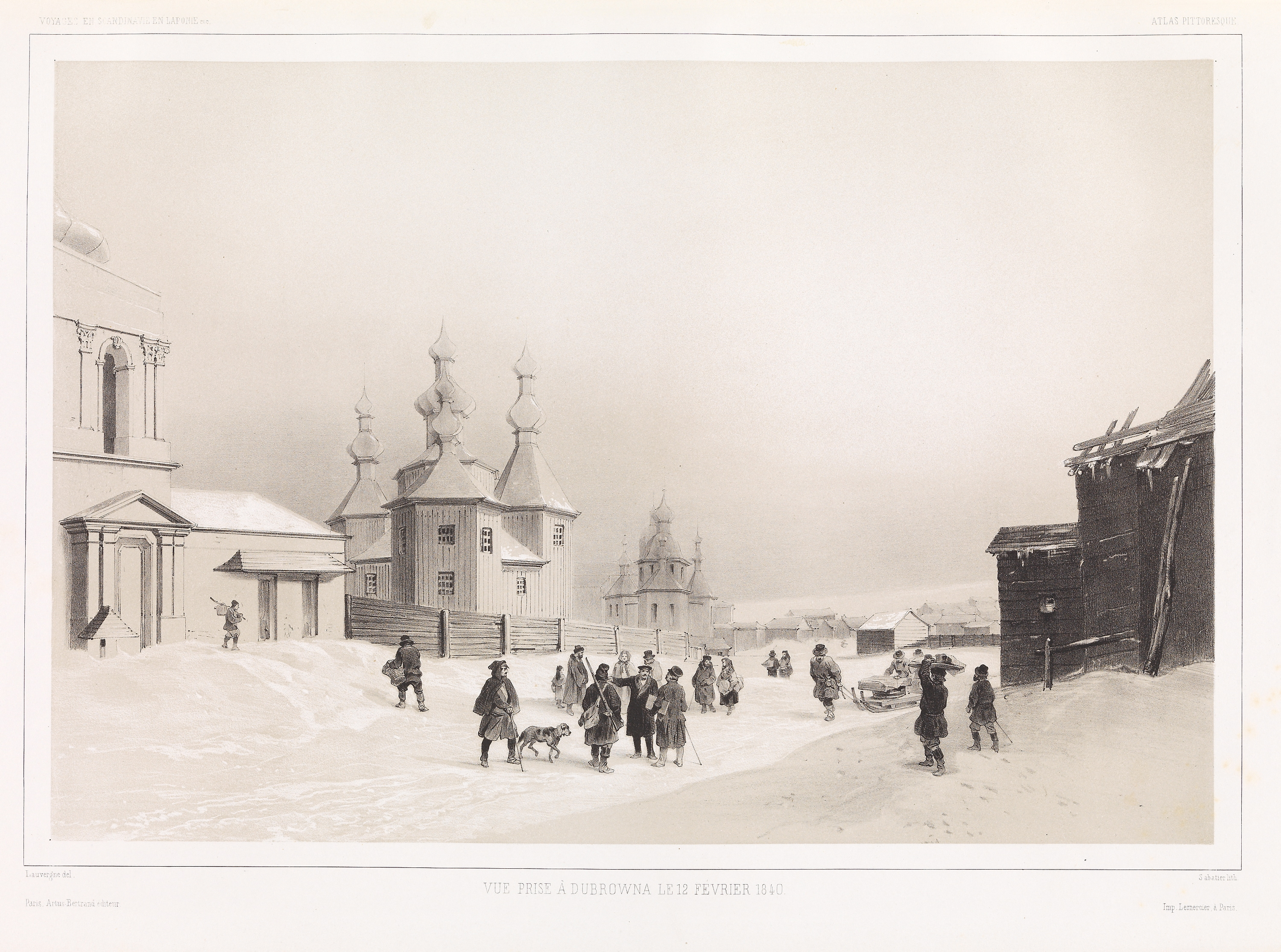
Widok Dubrowny w lutym 1840 roku

Miasto od XVI wieku, własność magnacka. Spustoszona przez wojska moskiewskie w 1535, 1562 i 1580. W czasach przynależności do Rzeczypospolitej istniał tu zamek obronny. W 1630 roku wojewoda Mikołaj Hlebowicz wzniósł w mieście kościół i klasztor bernardynów. W XVIII wieku w ich miejsce osadzono pijarów wypędzonych z Witebska. Po Hlebowiczach właścicielami miejscowości był ród Sapiehów. Po I rozbiorze Rzeczypospolitej w 1772 roku miasteczko włączono do Rosji. W 1777 roku Rosjanie pozbawili ją statusu stolicy powiatu. W XIX wieku własność rodu Lubomirskich. W 1813 roku podczas odwrotu spod Moskwy w miasteczku zatrzymał się Napoleon Bonaparte.
Istniał tu murowany kościół katolicki i katolicka kaplica cmentarna.
Z okolic Dubrowny pochodził prekursor artylerii rakietowej Kazimierz Siemienowicz.
Podczas okupacji hitlerowskiej, jesienią 1941 roku Niemcy utworzyli getto dla żydowskich mieszkańców. Przebywało w nim około 2000 osób. W lutym 1942 roku Niemcy zlikwidowali getto, a Żydów zamordowali na cmentarzu żydowskim. 

## Galeria

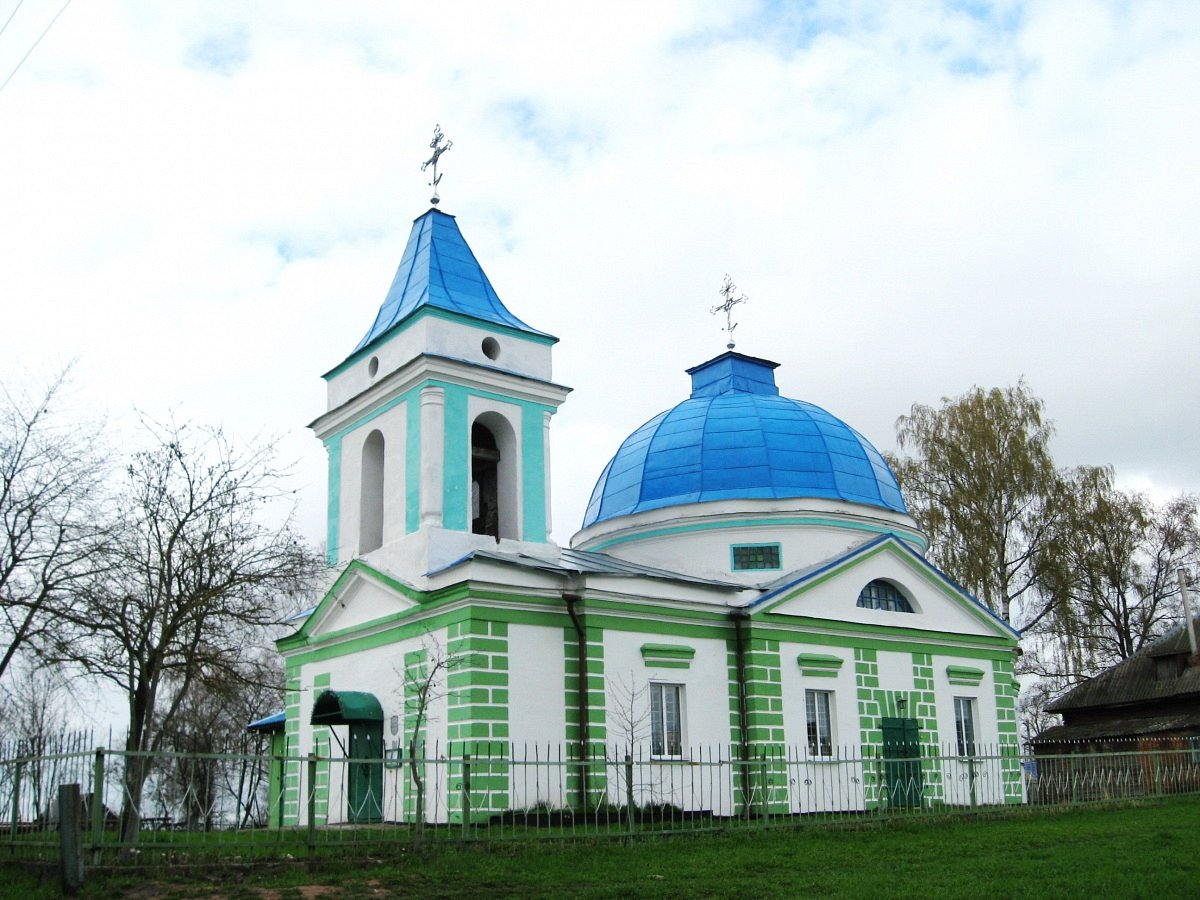
Cerkiew Świętej Trójcy
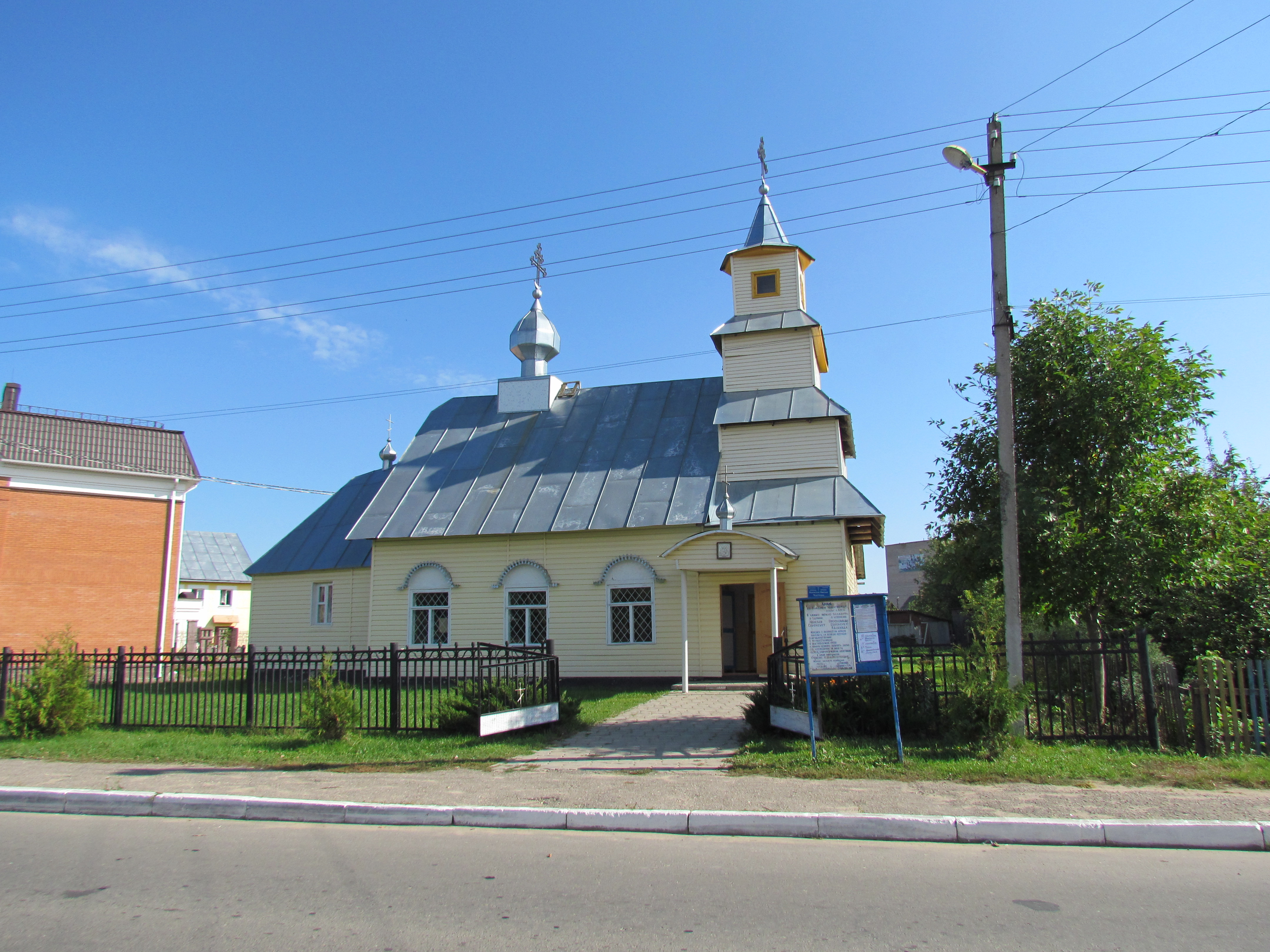
Cerkiew św. Mikołaja Cudotwórcy
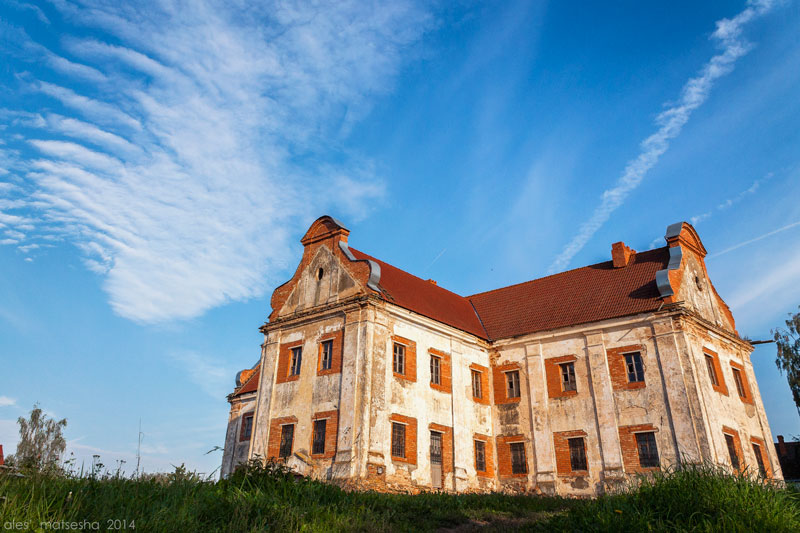
Budynek klasztoru Bernardynów
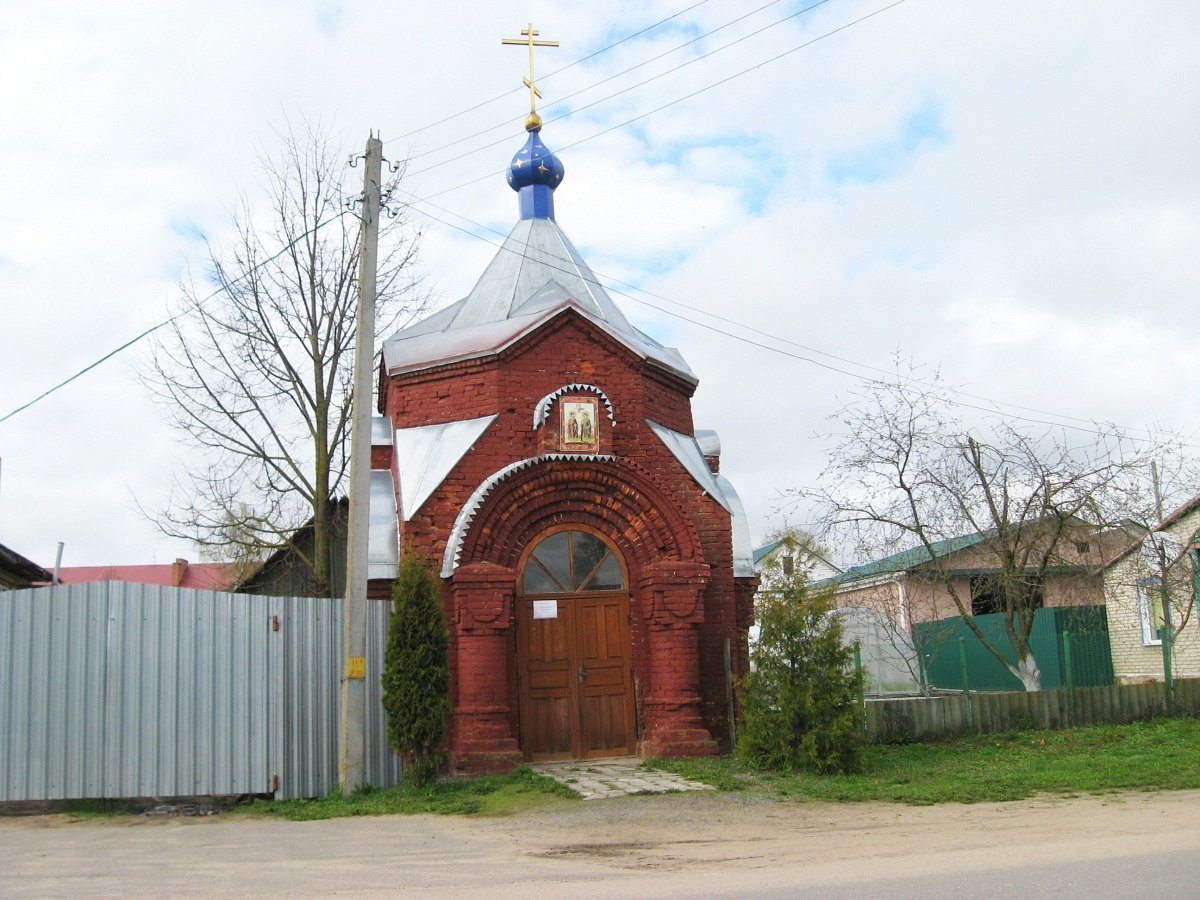
Kaplica św. Borysa i św. Gleba
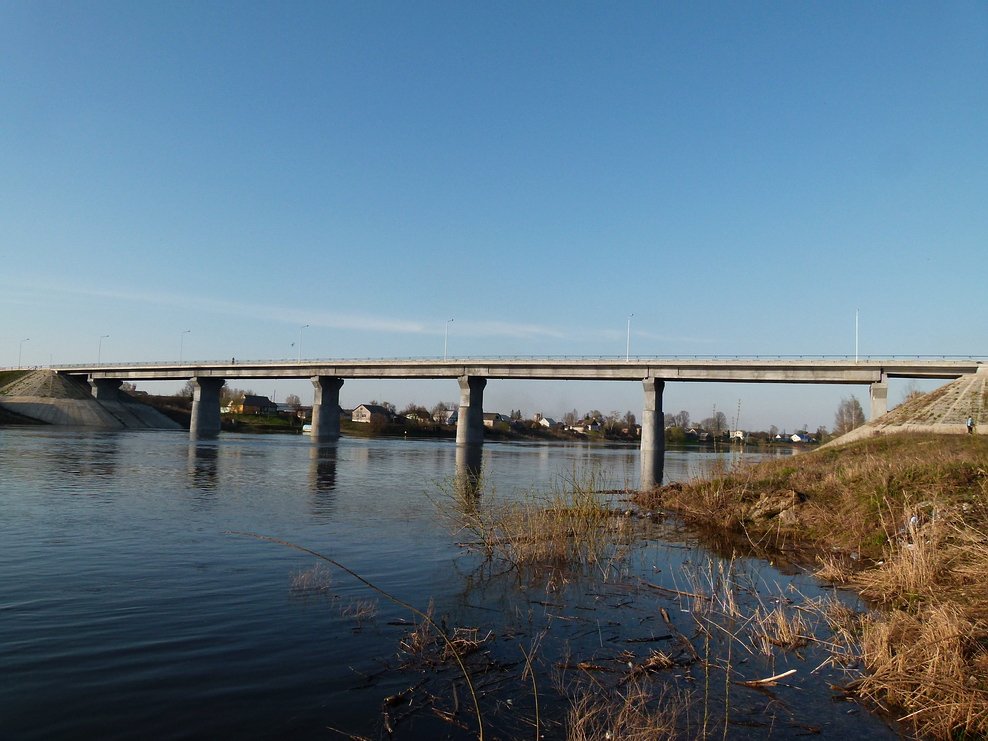
Most nad Dnieprem